# Antoni Barrueco i Campo
Antoni Barrueco i Campo (Siresa, 26 de novembre de 1898 - Front d'Aragó, 1939) va ser un regidor i posteriorment alcalde de l'Ajuntament de Vilanova i la Geltrú el 1938.
Fill d'un carabiner, que es va traslladar a Vilanova i la Geltrú, treballant com a jornaler. El 1920 ja reisidia a Vilanova. Des de 1931 va treballar d'oficial de secretaria a l'Escola Industrial de Vilanova i la Geltrú, i el 1933 va ser vocal de la Junta del Centre Republicà Federal. Va impartir classes per a adults a l'Ateneu. Va entrar com a regidor a l'ajuntament de Vilanova i la Geltrú per ERC, l'agost de 1938 amb el cárrec de conseller regidor de Finances, Treball i Obres Públiques.
Les circumstàncies accidentals de la Guerra Civil Espanyola i la dimissió de l'alcalde Joan Recasens Farré, seguida de la fugida del seu successor Marià Callau (últim alcalde titular designat per elecció dels regidors) i de Carles Figueras el van portar a ocupar la presidéncia de la Comissió de Govern i l'alcaldia accidental durant tres setmanes el gener de 1939, quan les tropes franquistes van ocupar l'Ajuntament.
El 1939 va morir al front d'Aragó, al costat d'un altre jove milicià d'Estat Català, Antoni Urgellés Aparici, segons consta en el Butlletí del 21 de desembre d'aquell mateix any.